# Sifon (insect)

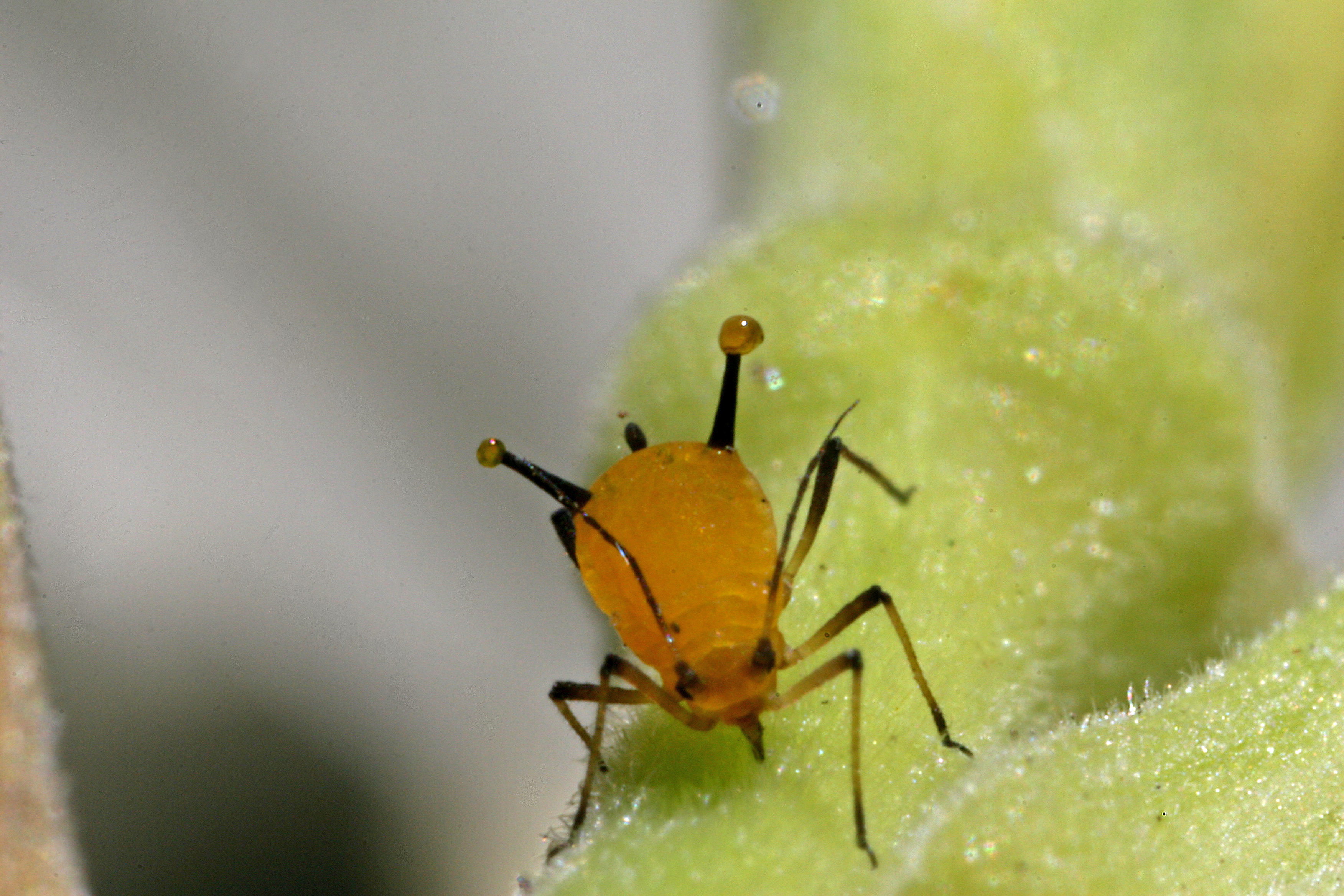
Luis met uit de sifons komende verdedigingsvloeistof

Sifons of sifunculen zijn een paar naar achteren gerichte, enigszins opgerichte buisjes op de bovenzijde van het vijfde of zesde tergiet van het insectenlichaam en komen voor bij bladluizen (Aphidoidea) en bepaalde niet in Nederland voorkomende vliesvleugeligen (Galodoxinae). Bij sommige soorten zijn het slechts twee openingen. Sifons moeten niet verward worden met cerci.
Uit de sifons komt een wasachtige vloeistof met alarmeringsferomonen ter verdediging van het insect tegen vijanden en als waarschuwing naar soortgenoten en bestaat uit triacylglycerol, ook wel sifonwas genoemd, met E-β-farneseen..